# Antonín Mrkos
Antonín Mrkos (Střemchoví, 27 de janeiro de 1918 - Praga, 29 de maio de 1996) foi um astrônomo checo.
Ficou 18 meses na Antártida como participante de uma expedição soviética dos anos 1950, a fim de estudar a aurora austral e outros fenômenos. Também trabalhou no Observatório Skalnaté Pleso.
Descobriu ou co-descobriu os cometas periódicos 18D/Perrine-Mrkos, 45P/Honda-Mrkos-Pajdusakova, 124P/Mrkos e 143P/Kowal-Mrkos. Também descobriu o cometa não-peródico e brilhante C/1957 P1 (ou, na nomenclatura do tempo, Cometa 1957d).
Também descobriu diversos asteroides, incluindo o asteroide Amor 5797 Bivoj e o asteroide troiano 3451 Mentor. O 1832 Mrkos foi nomeado em sua honra.

## Descobertas
| Asteróides descobertos: 269 | Asteróides descobertos: 269 |
| --------------------------- | --------------------------- |
| 2199 Kleť                   | 6 de Junho 1978             |
| 2304 Slavia                 | 18 de Maio 1979             |
| 2325 Chernykh               | 25 de Setembro 1979         |
| 2367 Praha                  | 8 de Janeiro 1981           |
| 2403 Šumava                 | 25 de Setembro 1979         |
| 2404 Antarctica             | 1 de Outubro 1980           |
| 2552 Remek                  | 24 de Setembro 1978         |
| 2559 Svoboda                | 23 de Outubro 1981          |
| 2747 Český Krumlov          | 19 de Fevereiro 1980        |
| 2811 Střemchoví             | 10 de Maio 1980             |
| 2889 Brno                   | 17 de Novembro 1981         |
| 2936 Nechvíle               | 17 de Setembro 1979         |
| 2971 Mohr                   | 30 de Dezembro 1980         |
| 3003 Konček                 | 28 de Dezembro 1983         |
| 3017 Petrovič               | 25 de Outubro 1981          |
| 3130 Hillary                | 20 de Dezembro 1981         |
| 3137 Horky                  | 16 de Setembro 1982         |
| 3141 Buchar                 | 2 de Setembro 1984          |
| 3168 Lomnický Štít          | 1 de Dezembro 1980          |
| 3257 Hanzlík                | 15 de Abril 1982            |
| 3276 Porta Coeli            | 15 de Setembro 1982         |
| 3278 Běhounek               | 27 de Janeiro 1984          |
| 3313 Mendel                 | 19 de Fevereiro 1980        |
| 3324 Avsyuk                 | 4 de Fevereiro 1983         |
| 3326 Agafonikov             | 20 de Março 1985            |
| 3334 Somov                  | 20 de Dezembro 1981         |
| 3339 Treshnikov             | 6 de Junho 1978             |
| 3357 Tolstikov              | 21 de Março 1984            |
| 3364 Zdenka                 | 5 de Abril 1984             |
| 3395 Jitka                  | 20 de Outubro 1985          |
| 3451 Mentor                 | 19 de Abril 1984            |
| 3490 Šolc                   | 20 de Setembro 1984         |
| 3550 Link                   | 20 de Dezembro 1981         |
| 3571 Milanštefánik          | 15 de Março 1982            |
| 3629 Lebedinskij            | 21 de Novembro 1982         |
| 3630 Lubomír                | 28 de Agosto 1984           |
| 3636 Pajdušáková            | 17 de Outubro 1982          |
| 3645 Fabini                 | 28 de Agosto 1981           |
| 3665 Fitzgerald             | 19 de Março 1979            |
| 3701 Purkyně                | 20 de Fevereiro 1985        |
| 3715 Štohl                  | 19 de Fevereiro 1980        |
| 3716 Petzval                | 2 de Outubro 1980           |
| 3727 Maxhell                | 7 de Agosto 1981            |
| 3781 Dufek                  | 2 de Setembro 1986          |
| 3791 Marci                  | 17 de Novembro 1981         |
| 3827 Zdeněkhorský           | 3 de Novembro 1986          |
| 3847 Šindel                 | 16 de Fevereiro 1982        |
| 3887 Gerstner               | 22 de Agosto 1985           |
| 3905 Doppler                | 28 de Agosto 1984           |
| 3949 Mach                   | 20 de Outubro 1985          |
| 3979 Brorsen                | 8 de Novembro 1983          |
| 3980 Hviezdoslav            | 4 de Dezembro 1983          |
| 3981 Stodola                | 26 de Janeiro 1984          |
| 3983 Sakiko                 | 20 de Setembro 1984         |
| 3993 Šorm                   | 4 de Novembro 1988          |
| 4018 Bratislava             | 30 de Dezembro 1980         |
| 4054 Turnov                 | 5 de Outubro 1983           |
| 4090 Říšehvězd              | 2 de Setembro 1986          |
| 4176 Sudek                  | 24 de Fevereiro 1987        |
| 4238 Audrey                 | 13 de Abril 1980            |
| 4249 Křemže                 | 29 de Setembro 1984         |
| 4277 Holubov                | 15 de Janeiro 1982          |
| 4287 Třísov                 | 7 de Setembro 1989          |
| 4339 Almamater              | 20 de Outubro 1985          |
| 4405 Otava                  | 21 de Agosto 1987           |
| 4408 Zlatá Koruna           | 4 de Outubro 1988           |
| 4552 Nabelek                | 11 de Maio 1980             |
| 4554 Fanynka                | 28 de Outubro 1986          |
| 4610 Kájov                  | 26 de Março 1989            |
| (4662) 1984 HL              | 19 de Abril 1984            |
| (4663) 1984 SM1             | 27 de Setembro 1984         |
| 4671 Drtikol                | 10 de Janeiro 1988          |
| 4691 Toyen                  | 7 de Outubro 1983           |
| 4698 Jizera                 | 4 de Setembro 1986          |
| 4702 Berounka               | 23 de Abril 1987            |
| 4801 Ohře                   | 22 de Outubro 1989          |
| 4823 Libenice               | 4 de Outubro 1986           |
| 4824 Stradonice             | 25 de Novembro 1986         |
| 5026 Martes                 | 22 de Agosto 1987           |
| 5089 Nádherná               | 25 de Setembro 1979         |
| 5102 Benfranklin            | 2 de Setembro 1986          |
| 5103 Diviš                  | 4 de Setembro 1986          |
| 5122 Mucha                  | 3 de Janeiro 1989           |
| (5202) 1983 XX              | 5 de Dezembro 1983          |
| 5250 Jas                    | 21 de Agosto 1984           |
| 5318 Dientzenhofer          | 21 de Abril 1985            |
| 5363 Kupka                  | 19 de Outubro 1979          |
| 5418 Joyce                  | 29 de Agosto 1981           |
| 5425 Vojtěch                | 20 de Setembro 1984         |
| 5552 Studnička              | 16 de Setembro 1982         |
| (5573) 1981 QX              | 24 de Agosto 1981           |
| 5583 Braunerová             | 5 de Março 1989             |
| 5668 Foucault               | 22 de Março 1984            |
| 5712 Funke                  | 25 de Setembro 1979         |
| 5719 Křižík                 | 7 de Setembro 1983          |
| 5797 Bivoj                  | 13 de Janeiro 1980          |
| 5800 Pollock                | 16 de Outubro 1982          |
| 5801 Vasarely               | 26 de Janeiro 1984          |
| 5803 Ötzi                   | 21 de Julho 1984            |
| 5804 Bambinidipraga         | 9 de Setembro 1985          |
| 5865 Qualytemocrina         | 31 de Agosto 1984           |
| 5891 Gehrig                 | 22 de Setembro 1981         |
| 5894 Telč                   | 14 de Setembro 1982         |
| 5897 Novotná                | 29 de Setembro 1984         |
| 5910 Zátopek                | 29 de Novembro 1989         |
| 5946 Hrozný                 | 28 de Outubro 1984          |
| 5958 Barrande               | 29 de Janeiro 1989          |
| 5997 Dirac                  | 1 de Outubro 1983           |
| 5998 Sitenský               | 2 de Setembro 1986          |
| 6060 Doudleby               | 19 de Fevereiro 1980        |
| 6064 Holašovice             | 23 de Abril 1987            |
| 6149 Pelčák                 | 25 de Setembro 1979         |
| 6175 Cori                   | 4 de Dezembro 1983          |
| 6221 Ducentesima            | 13 de Abril 1980            |
| 6223 Dahl                   | 3 de Setembro 1980          |
| 6231 Hundertwasser          | 20 de Março 1985            |
| 6266 Letzel                 | 4 de Outubro 1986           |
| 6281 Strnad                 | 16 de Setembro 1980         |
| 6377 Cagney                 | 25 de Junho 1987            |
| 6379 Vrba                   | 15 de Novembro 1987         |
| 6385 Martindavid            | 5 de Março 1989             |
| 6433 Enya                   | 18 de Novembro 1978         |
| 6440 Ransome                | 8 de Setembro 1988          |
| 6441 Milenajesenská         | 9 de Setembro 1988          |
| 6469 Armstrong              | 14 de Agosto 1982           |
| 6470 Aldrin                 | 14 de Setembro 1982         |
| 6471 Collins                | 4 de Março 1983             |
| 6481 Tenzing                | 9 de Setembro 1988          |
| 6508 Rolčík                 | 22 de Agosto 1982           |
| 6516 Gruss                  | 3 de Outubro 1988           |
| 6540 Stepling               | 16 de Setembro 1982         |
| 6542 Jacquescousteau        | 15 de Fevereiro 1985        |
| 6546 Kaye                   | 24 de Fevereiro 1987        |
| 6550 Parléř                 | 4 de Novembro 1988          |
| 6556 Arcimboldo             | 29 de Dezembro 1989         |
| 6581 Sobers                 | 22 de Setembro 1981         |
| 6583 Destinn                | 21 de Fevereiro 1984        |
| 6586 Seydler                | 28 de Outubro 1984          |
| 6594 Tasman                 | 25 de Junho 1987            |
| 6596 Bittner                | 15 de Novembro 1987         |
| 6597 Kreil                  | 9 de Janeiro 1988           |
| (6600) 1988 QW              | 17 de Agosto 1988           |
| 6701 Warhol                 | 14 de Janeiro 1988          |
| 6712 Hornstein              | 23 de Fevereiro 1990        |
| 6758 Jesseowens             | 13 de Abril 1980            |
| 6768 Mathiasbraun           | 7 de Setembro 1983          |
| 6769 Brokoff                | 15 de Fevereiro 1985        |
| 6774 Vladheinrich           | 4 de Novembro 1988          |
| 6779 Perrine                | 20 de Fevereiro 1990        |
| 6817 Pest                   | 20 de Janeiro 1982          |
| 6824 Mallory                | 8 de Setembro 1988          |
| 6825 Irvine                 | 4 de Outubro 1988           |
| 6897 Tabei                  | 15 de Novembro 1987         |
| (7080) 1986 RS1             | 5 de Setembro 1986          |
| 7107 Peiser                 | 15 de Agosto 1980           |
| 7114 Weinek                 | 29 de Novembro 1986         |
| 7115 Franciscuszeno         | 29 de Novembro 1986         |
| 7118 Kuklov                 | 4 de Novembro 1988          |
| 7171 Arthurkraus            | 13 de Janeiro 1988          |
| 7226 Kryl                   | 21 de Agosto 1984           |
| 7232 Nabokov                | 20 de Outubro 1985          |
| 7328 Casanova               | 20 de Setembro 1984         |
| 7332 Ponrepo                | 4 de Dezembro 1986          |
| 7334 Sciurus                | 17 de Agosto 1988           |
| 7391 Strouhal               | 8 de Novembro 1983          |
| 7398 Walsh                  | 3 de Novembro 1986          |
| 7403 Choustník              | 14 de Janeiro 1988          |
| 7464 Vipera                 | 15 de Novembro 1987         |
| (7635) 1983 VH1             | 6 de Novembro 1983          |
| 7644 Cslewis                | 4 de Novembro 1988          |
| 7645 Pons                   | 4 de Janeiro 1989           |
| 7694 Krasetín               | 29 de Setembro 1983         |
| 7695 Přemysl                | 27 de Novembro 1984         |
| 7699 Božek                  | 2 de Fevereiro 1989         |
| 7701 Zrzavý                 | 14 de Outubro 1990          |
| 7742 Altamira               | 20 de Outubro 1985          |
| (7820) 1990 TU8             | 14 de Outubro 1990          |
| 7859 Lhasa                  | 19 de Outubro 1979          |
| (7864) 1982 EE              | 14 de Março 1982            |
| 7867 Burian                 | 20 de Setembro 1984         |
| (7927) 1986 WV1             | 29 de Novembro 1986         |
| (7993) 1982 UD2             | 16 de Outubro 1982          |
| 8001 Ramsden                | 4 de Outubro 1986           |
| (8002) 1986 XF5             | 4 de Dezembro 1986          |
| (8022) 1990 VD7             | 10 de Novembro 1990         |
| (8143) 1982 VN              | 11 de Novembro 1982         |
| (8152) 1986 VY              | 3 de Novembro 1986          |
| (8153) 1986 WO1             | 25 de Novembro 1986         |
| 8249 Gershwin               | 13 de Abril 1980            |
| (8258) 1982 RW1             | 15 de Setembro 1982         |
| (8267) 1986 TX3             | 4 de Outubro 1986           |
| (8333) 1982 VF              | 7 de Novembro 1982          |
| 8336 Šafařík                | 27 de Setembro 1984         |
| 8343 Tugendhat              | 4 de Outubro 1986           |
| (8479) 1987 HD2             | 29 de Abril 1987            |
| (8639) 1986 VB1             | 3 de Novembro 1986          |
| (8650) 1989 TJ2             | 5 de Outubro 1989           |
| 9007 James Bond             | 5 de Outubro 1983           |
| 9008 Bohšternberk           | 27 de Janeiro 1984          |
| (9011) 1984 SU              | 20 de Setembro 1984         |
| (9027) 1988 VP5             | 4 de Novembro 1988          |
| 9028 Konrádbeneš            | 26 de Janeiro 1989          |
| (9031) 1989 WG4             | 29 de Novembro 1989         |
| (9292) 1982 UE2             | 16 de Outubro 1982          |
| (9538) 1982 UM2             | 20 de Outubro 1982          |
| 9551 Kazi                   | 20 de Outubro 1985          |
| (9552) 1985 UY              | 24 de Outubro 1985          |
| (9575) 1989 BW1             | 29 de Janeiro 1989          |
| (9729) 1981 RQ              | 7 de Setembro 1981          |
| (9931) 1985 HH              | 18 de Abril 1985            |
| (10026) 1980 RE1            | 3 de Setembro 1980          |
| (10037) 1984 BQ             | 26 de Janeiro 1984          |
| (10291) 1985 UT             | 20 de Outubro 1985          |
| (10294) 1988 AA2            | 14 de Janeiro 1988          |
| (10705) 1981 SL             | 22 de Setembro 1981         |
| 11019 Hansrott              | 25 de Abril 1984            |
| 11020 Orwell                | 31 de Julho 1984            |
| (11026) 1986 RE1            | 2 de Setembro 1986          |
| (11283) 1989 UX4            | 25 de Outubro 1989          |
| (11477) 1984 SY1            | 29 de Setembro 1984         |
| (11493) 1988 VN5            | 4 de Novembro 1988          |
| (11825) 1982 UW1            | 16 de Outubro 1982          |
| 11830 Jessenius             | 2 de Maio 1984              |
| (11841) 1986 VW             | 3 de Novembro 1986          |
| (12692) 1989 BV1            | 29 de Janeiro 1989          |
| (12698) 1989 US4            | 22 de Outubro 1989          |
| (13491) 1984 UJ1            | 28 de Outubro 1984          |
| (13501) 1987 VR             | 15 de Novembro 1987         |
| (13913) 1979 SO             | 25 de Setembro 1979         |
| (14363) 1988 RB2            | 8 de Setembro 1988          |
| (14379) 1989 UM4            | 22 de Outubro 1989          |
| (15222) 1982 FL1            | 24 de Março 1982            |
| (15233) 1987 WU4            | 26 de Novembro 1987         |
| (16448) 1989 RV2            | 7 de Setembro 1989          |
| (17404) 1986 TZ3            | 4 de Outubro 1986           |
| (17407) 1987 TG             | 14 de Outubro 1987          |
| (18300) 1979 PA             | 14 de Agosto 1979           |
| (18325) 1984 SB2            | 29 de Setembro 1984         |
| (18328) 1985 UU             | 20 de Outubro 1985          |
| (19124) 1986 TH3            | 4 de Outubro 1986           |
| 19129 Loos                  | 10 de Janeiro 1988          |
| (19184) 1991 TB6            | 6 de Outubro 1991           |
| 20964 Mons Naklethi         | 16 de Outubro 1977          |
| 20969 Samo                  | 17 de Setembro 1979         |
| 22260 Ur                    | 19 de Outubro 1979          |
| (22274) 1981 RN             | 7 de Setembro 1981          |
| (22284) 1986 SH             | 30 de Setembro 1986         |
| (22288) 1988 TR2            | 11 de Outubro 1988          |
| (22307) 1990 SU4            | 16 de Setembro 1990         |
| (23437) 1984 SJ1            | 27 de Setembro 1984         |
| (24619) 1979 DA             | 26 de Fevereiro 1979        |
| (24661) 1988 GQ             | 12 de Abril 1988            |
| 24662 Gryll                 | 14 de Abril 1988            |
| (24695) 1990 ST4            | 16 de Setembro 1990         |
| (26807) 1982 RK1            | 14 de Setembro 1982         |
| (27702) 1984 SE1            | 27 de Setembro 1984         |
| (27703) 1984 SA2            | 29 de Setembro 1984         |
| (30770) 1984 SL4            | 27 de Setembro 1984         |
| (30772) 1986 RJ1            | 2 de Setembro 1986          |
| (32774) 1986 VZ             | 3 de Novembro 1986          |
| (35086) 1990 TW8            | 14 de Outubro 1990          |
| (37559) 1985 UR             | 20 de Outubro 1985          |
| (39514) 1986 TV3            | 4 de Outubro 1986           |
| (39515) 1986 XD5            | 4 de Dezembro 1986          |
| (46546) 1988 VM5            | 4 de Novembro 1988          |
| (52268) 1986 WU             | 25 de Novembro 1986         |
| (58140) 1981 SN             | 22 de Setembro 1981         |
| (65668) 1988 AX1            | 14 de Janeiro 1988          |
| (65686) 1990 TN8            | 14 de Outubro 1990          |